# گاگیک مخیان
گاگیک مخیان (ارمنی: Գագիկ Դանիելի Մխեյան؛ زادهٔ ۲ فوریهٔ ۱۹۵۵) یک سیاستمدار اهل ارمنستان است که از تاریخ ۲۰۰۳ تا تاریخ ۲۰۰۷ سمت نمایندگی دوره سوم مجلس ملی جمهوری ارمنستان را برعهده داشت.

## زندگی‌نامه
در ۲ فوریهٔ ۱۹۵۵ در ایروان به دنیا آمد و از دانشگاه ملی پلی‌تکنیک ارمنستان فارغ‌التحصیل شد. 